# Maler von Akropolis 606

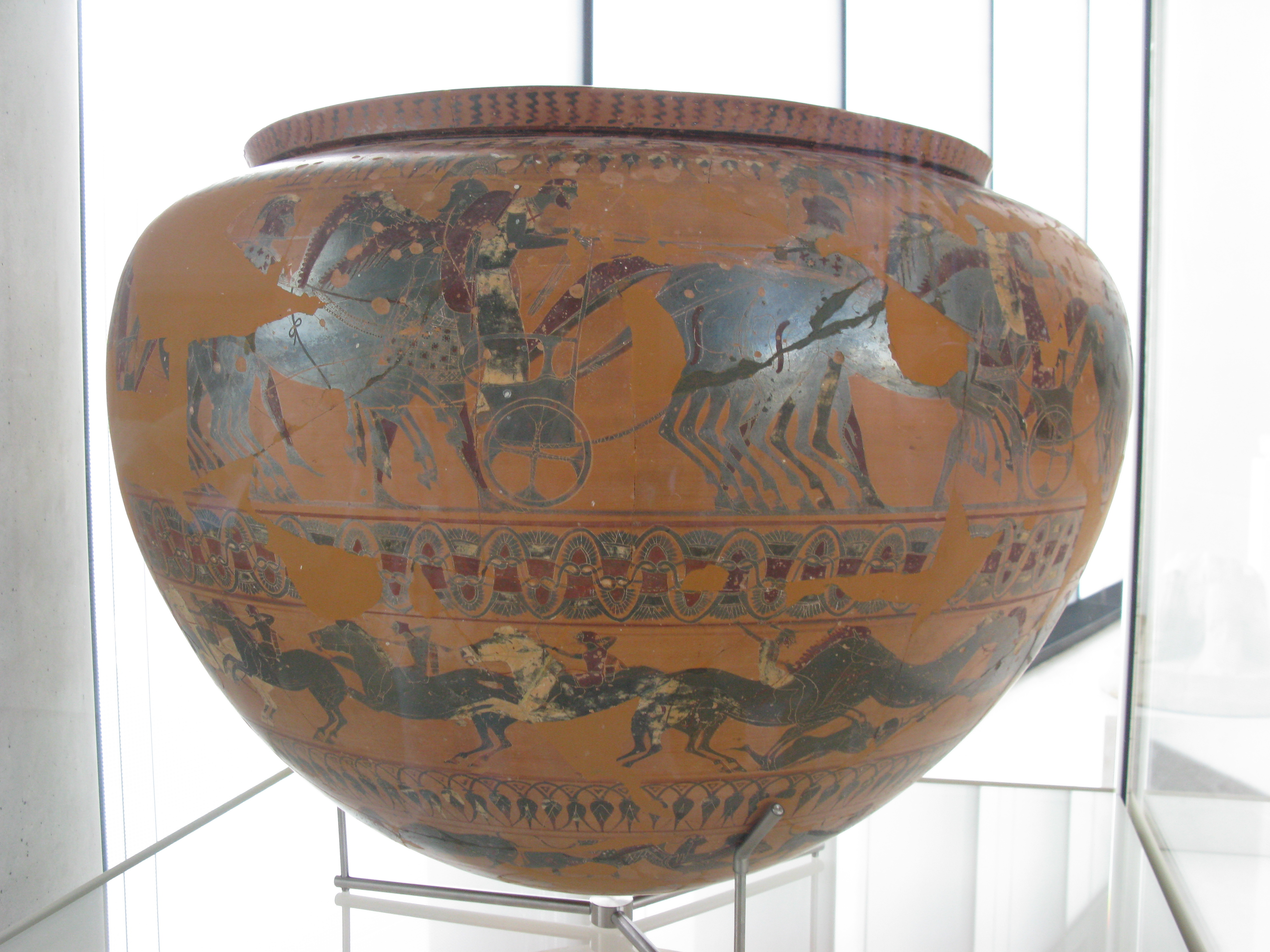
Namensvase des Malers von Akropolis 606

Der mit dem Notnamen Maler von Akropolis 606, auch Maler von Athen 606, bezeichnete attische Künstler war ein Vasenmaler des schwarzfigurigen Stils. Seine Schaffenszeit wird von 570 bis 560 v. Chr. angenommen.
Die Namenvase des Malers ist ein auf der Akropolis von Athen gefundener Dinos, heute im Archäologischen Nationalmuseum in Athen, auf dessen Hauptfries ein Kampf zwischen Kriegern und acht Streitwagen dargestellt wird. Die Nebenfriese zeigen Tiergruppen, Pflanzenmuster und Reitergruppen. Auf der Unterseite stellte er einen an die Arbeiten des Klitias erinnernden Wirbel aus Tierfiguren dar. Auch sein Sinn für Farben und Details erinnert an Klitias. Er achtet auf die Körperhaltung seiner Figuren und widmet sich ganz besonders Details wie Rüstungen und Helmbüschen, doch gelingt ihm nicht alles wie gewollt. Gern bemalte er Reiter-Amphoren, die bauchiger als gewöhnliche Amphoren waren und eine Bildeinteilung ähnlich den Pferdekopf-Amphoren aufweisen.

## Werke
- ARV² 81, 1: Dinos, Athen, Nationalmuseum Akr. 606 (15116)
- ARV² 81, 2: Fragmente eines Kolonettenkraters, Athen, Nationalmuseum Akr. 633
- ARV² 81, 3: Fragmente eines Volutenkraters (?), Athen Nationalmuseum Akr. 625
- ARV² 81, 4: Amphora Typ B, Berlin, Antikensammlung Inv. 4823
- ARV² 81, 5: Amphora Typ B, Tübingen, |Antikensammlung des Archäologischen Instituts der Universität S101298 (D 44)
- ARV² 81, 6: Halsamphora, Genf, Musée d’art et d’histoire MF 153
- ARV² 81, 7: Fragment, Odessa, Archäologisches Museum, aus Theodosia